# Trägermedium
Trägermedium sind Medien auf gegenständlichen Trägern mit jedweder Art von Information (Texte, Bilder, Filme oder Töne oder deren Kombination) oder Energie (elektrischer Strom, Erdgas, Wasser) auf gegenständlichen Trägern (Datenträger oder Träger), die zur unmittelbaren Wahrnehmung bestimmt, zum Transport oder zur Weitergabe geeignet oder in einer Vorführ- oder Spielkonsole eingebaut sind. 
Der Begriff wird in Abgrenzung zum Begriff der Telemedien verwendet. 
Trägermedien sind Offline-Medien, zum Beispiel Bücher, Zeitschriften, Comics, Tonträger, CDs, DVDs, USB-Sticks, Spielautomaten etc.

## Allgemeines
Diese Definition orientiert sich am Zentralbegriff des Jugendschutzgesetzes (JuSchG), dem Trägermedium (§ 1 Abs. 2 Satz 1 JuSchG), und schließt der Vollständigkeit halber Energieträger ein. Vor seiner Novellierung im April 2003 verwendete das Gesetz anstatt dessen den Begriff „Schrift“. Es nennt als eine der drei Tatbestandsvoraussetzungen den „gegenständlichen Träger“ als Speichermedium. Der Träger muss mithin eine körperliche Gegenstandsform besitzen.
Trägermedien unterliegen oft dem technischen Fortschritt (Ablösung der Schallplatte durch die CD im August 1982, VHS durch die DVD im November 1996). Sobald ein Medienprodukt auf einem Datenträger gespeichert wird (auf Papier oder einer CD), entsteht ein materielles Gut, das bedeutend für den Vertrieb und die dauerhafte Speicherung der Inhalte ist, kann aber auch bloßes Sammlerobjekt sein. Der Einsatz von Trägermedien führt zu einer Materialisierung von Dienstleistungen, auch wenn eine Bindung an ein Trägermedium die Immaterialität der eigentlichen Dienstleistung nicht aufheben kann. Viele Dienstleistungen werden für den Abnehmer über seine Sinnesorgane erst dann wahrnehmbar, wenn sie durch ein Trägermedium vergegenständlicht (materialisiert) worden sind.

## Arten
Die verschiedenen Medienprodukte lassen sich über das jeweils verwendete Trägermedium in die Kategorien Printmedien, Speichermedien, Rundfunk und Datennetze (Kommunikationsnetze) einteilen. Im Laufe  der Mediengeschichte haben sich verschiedene Trägermedien ausdifferenziert. Als Träger kommen Papier, Buch, Zeitung, Zeitschrift (Printmedien), Schallplatte, Magnetband, Filmrolle, Musikkassette, Videokassette, CD, DVD, Festplatte, Computerspiele, Stromkabel, Wasser- oder Gasleitungen (Speichermedien) in Frage. Wenn elektromagnetische Wellen in der Lage sind, Energie zu transportieren, gehören sie zu den Trägermedien. Trägermedium im Rundfunk sind deshalb elektromagnetische Wellen, weil sie Töne und/oder Bilder übertragen. Das Internet ist das Übertragungsmedium für Webseiten oder E-Mails. Weitere Trägermedien sind auch sämtliche Arten von digitalen Inhalten, wie beispielsweise MP3-Dateien, JPEG-Dateien, ISDN-Signale oder Bildtelefonie, wenn sie als Datenmenge beim Einbetten versteckter Signale verwendet werden, z. B. beim Einbetten digitaler Wasserzeichen oder steganographisch verborgener Inhalte.

## Rechtsfragen
Das Trägermedium ist zwar physisch von seiner auf ihm enthaltenen Information trennbar, doch ist einerseits jede Information an irgendein Trägermedium gebunden, und andererseits bestimmt das Trägermedium die Bearbeitungsmöglichkeiten der Information. Die Information muss so mit dem Trägermedium zusammenwirken, dass es sich in seiner Substanz verändert und die Beschriftung eine Veränderung des Trägermediums hervorruft.
Für die Eignung als Trägermedium spielt bei Beweisfragen und der Aufbewahrungspflicht die Dauerhaftigkeit der gespeicherten Information eine Rolle (nicht bei Strom-, Wasser- oder Gasnetzen). Die Information muss derart mit dem Trägermedium zusammenwirken, dass es sich in seiner Substanz verändert. Schreiben im Sand verändert lediglich die Position der Sandkörner, nicht jedoch die Körner selbst und ist zudem vergänglich. Tinte wirkt auf das Papier ein, Magnetisierung verändert die magnetische Ausrichtung der Atome vom Tonband bzw. der Festplatte, ein Laser oder eine Pressplatte die Metallbeschichtung einer DVD oder CD. Die Daten sind physisch mit dem Trägermedium fixiert worden.
Nach § 371 Abs. 1 Satz 2 ZPO kann im Zivilprozess Beweis angetreten werden, wenn dem Gericht eine Datei vorgelegt oder übermittelt wird. Darüber hinausgehende Anforderungen stellen die §§ 415 ff. ZPO bei Urkunden nicht. Für den Strafprozess fehlt es an einer derartigen Regelung, so dass ein Dokument dem Gericht so vorgelegt werden muss, dass es sofort in Augenschein genommen werden kann, etwa durch einen Ausdruck oder auf dem Bildschirm.